# Middleton (Hartlepool)
Middleton – osada w Anglii, w Durham, w dystrykcie (unitary authority) Hartlepool. Leży 2,2 km od miasta Hartlepool, 26,8 km od miasta Durham i 360,9 km od Londynu. W 1931 roku civil parish liczyła 16 808 mieszkańców.